# Calut
Calut è un comune dell'Azerbaigian situato nel distretto di Oğuz. Conta una popolazione di 918 abitanti.